# Кривоносовка (Черкасская область)
Кривоносовка (укр. Кривоносівка) — село в Золотоношском районе Черкасской области Украины.
Население по переписи 2001 года составляло 762 человека. Занимает площадь 2,697 км². Почтовый индекс — 19746. Телефонный код — 4737.

## Местный совет
19746, Черкасская обл., Золотоношский р-н, с. Кривоносовка